# Polzow
Polzow ist eine Gemeinde im Landkreis Vorpommern-Greifswald in Mecklenburg-Vorpommern. Die Gemeinde gehört zum Amt Uecker-Randow-Tal mit Sitz in der nahen Stadt Pasewalk.

## Geografie
Polzow liegt vier Kilometer östlich von Pasewalk am Nordrand eines Endmoränenbogens, der sich von Pasewalk nach Löcknitz zwischen Uecker- und Randowtal hinzieht. Nördlich von Polzow beginnt das flachere Gebiet der Ueckermünder Heide.
Umgeben wird Polzow von den Nachbargemeinden Krugsdorf im Nordosten, Zerrenthin im Osten, Rossow im Südosten, Fahrenwalde im Süden sowie Pasewalk im Westen.
Zu Polzow gehören die Ortsteile Neu Polzow und Roggow. Neu Polzow liegt einen Kilometer nordöstlich von Polzow und Roggow zwei Kilometer südlich von Polzow.

## Geschichte
Die Ortschaft wurde im Landbuch der Mark Brandenburg von 1375 erstmals urkundlich als Poltzow erwähnt. Um 1375 befand sich Polzow im Eigentum der Herzöge von Pommern und war später je zur Hälfte brandenburgisches und pommersches Lehen. Vor 1375 bis 1738 pachteten die von Lindstedts zu Bröllin Teile von Polzow, während andere Teile im Verlauf der Jahrhunderte unterschiedliche Besitzer hatten, wie das St. Georgs- und Heiliggeist-Hospital zu Pasewalk, derer von Ramin zu Borck, von Cöppen, von Eickstedt, von Wedell zu Göritz und Malchow und derer von Görne. 1627 war Polzow durch die Einwirkungen des Dreißigjährigen Krieges verödet, wurde 1654 von durchziehenden Truppen niedergebrannt und blieb bis 1674 eine Wüstung.
Mit der im Jahr 1818 im Königreich Preußen durchgeführten grundlegenden Verwaltungsreform, mit der Neuorganisation der Provinzen, Regierungsbezirke und Kreise, gehörte Polzow, als uckermärkisches Dorf in der Mark Brandenburg von 1818 bis 1950 zum Landkreis Prenzlau im Regierungsbezirk Potsdam in der preußischen Provinz Brandenburg. Es gehörte bis 1849 zudem zum Patrimonialgericht Göritz und von 1879 bis 1952 zum Amtsgerichtsbezirk Brüssow. Mit der DDR-Kreisreform 1950 wurde es dann dem neu gebildeten (vorpommerschen) Kreis Pasewalk im Land Mecklenburg zugeschlagen. 1801 war Polzow ein Dorf und ein Gut, das Gut wurde 1924 in Neu-Polzow umbenannt und 1928 wurden Dorf und Gut wieder zusammengeschlossen. Neu-Polzow ist seit 1950 ein Wohnplatz von Polzow und Roggow wurde am 1. Januar 1951 nach Polzow eingemeindet. 1915 wurde in Polzow die Schriftstellerin Irma Harder, geb. Lankow († 2008) geboren. 1937 heiratete sie den Mittelbauern Adalbert Harder, mit dem sie einen Bauernhof im nahen Dorf Zerrenthin/Kreis Pasewalk bewirtschaftete. Nach dem Tode ihres Mannes im Jahre 1946 führte sie den Hof weiter. Gleichzeitig begann sie mit dem Verfassen von Theaterstücken für eine von ihr gegründete Laienspielgruppe und von ersten Erzählungen. In diesen stellte sie in einfachem Stil ein realistisches Bild des dörflichen Alltags dar, wie sie ihn während ihrer Zeit als Bäuerin erlebte. 1956 ging sie als freie Schriftstellerin nach Potsdam.
Durch die im Juli 1952 durchgeführte Auflösung der Länder und Bildung der Bezirke in der DDR, gehörte Polzow mit dem Kreis Pasewalk nun bis ins Jahr 1990 zum Bezirk Neubrandenburg. Bis 1948 wurde durch die Sowjetische Militäradministration in Deutschland (SMAD) mit einer Bodenreform in der Sowjetischen Besatzungszone (SBZ) Land von Großgrundbesitzern enteignet, aufgeteilt und an Bauern oder Vertriebene neu verteilt. In Polzow wurden so 205 ha Land enteignet und neu verteilt. 
Am 1. Januar 1951 wurde die bisher eigenständige Gemeinde Roggow eingegliedert.
1954 wurde die erste LPG Typ III in Polzow gegründet, die 1957 insgesamt 43 Mitgliedern und 303 ha Land umfasste. 1960 schlossen sich die LPG Typ III, die inzwischen 84 Mitglieder und 580 ha Land umfasste, mit der kurz zuvor gegründeten LPG Typ I (34 Mitglieder, 231 ha Land) zusammen. 1974 schlossen sich die LPGen in Polzow, Zerrenthin und Rossow zusammen, wobei die LPG Polzow einen Betriebsteil der LPG Rossow bildete.
Im Jahr 1990 entstand mit der Deutschen Wiedervereinigung das Land Mecklenburg-Vorpommern nach 1945 zum zweiten Mal neu. Durch die Kreisgebietsreform in Mecklenburg-Vorpommern von 1994 wurden aus den drei DDR-Kreisen Pasewalk, Ueckermünde und Strasburg der neue Landkreis Uecker-Randow gebildet, dem Polzow bis 2011 angehörte. Durch eine erneute Kreisgebietsreform in Mecklenburg-Vorpommern im Jahr 2011 gehört Polzow seitdem zum neu gebildeten Landkreis Vorpommern-Greifswald.

### Einwohnerentwicklung
| Jahr | Polzow | Roggow | Quelle |
| ---- | ------ | ------ | ------ |
| 1735 | 112    | 78     | [ 3 ]  |
| 1774 | 152    | 67     | [ 3 ]  |
| 1801 | 167    | 63     | [ 3 ]  |
| 1817 | 140    | 62     | [ 3 ]  |
| 1840 | 196    | 121    | [ 3 ]  |
| 1858 | 225 *  | < 123  | [ 3 ]  |
| 1895 | 198    | 90     | [ 3 ]  |

| Jahr | Polzow | Roggow | Quelle |
| ---- | ------ | ------ | ------ |
| 1910 | 258 *  | 74     | [ 4 ]  |
| 1925 | 225 *  | 85     | [ 3 ]  |
| 1933 | 225    | 84     | [ 5 ]  |
| 1939 | 246    | 80     | [ 5 ]  |
| 1946 | 350    | 113    | [ 3 ]  |
| 1964 | 362    | ---    | [ 3 ]  |
| 1971 | 427    | ---    | [ 3 ]  |

| Jahr | Polzow | Roggow | Quelle |
| ---- | ------ | ------ | ------ |
| 1981 | 331    | ---    | [ 3 ]  |
| 1990 | 275    | ---    | [ 6 ]  |
| 1995 | 251    | ---    | [ 6 ]  |
| 2000 | 279    | ---    | [ 6 ]  |
| 2005 | 251    | ---    | [ 6 ]  |
| 2010 | 244    | ---    | [ 6 ]  |
| 2015 | 237    | ---    |        |

* Dorf Polzow und Gutsbezirk Polzow.

## Politik

### Bürgermeister
Bei der Kommunalwahl 2019 wurde Daniel Kowalk (WG Freunde der Feuerwehr Polzow) mit 79 Stimmen zum Bürgermeister gewählt, sein Gegenkandidat, der Einzelbewerber Thomas Stresemann erhielt 76 Stimmen.

### Gemeindevertretung
Die Polzower Gemeindevertretung hat folgende 6 Mitglieder, dazu kommt der Bürgermeister als Vorsitzender und stimmberechtigtes Mitglied der Gemeindevertretung:
|                                  | Kommunalwahl 2014 | Kommunalwahl 2019 |
| -------------------------------- | ----------------- | ----------------- |
| CDU                              | 1                 | 1                 |
| WG Bauernverband-Ländlicher Raum | 1                 | n.k.              |
| WG Freunde der Feuerwehr Polzow  | 2                 | 3                 |
| WG Sportverein Polzow 54 e. V.   | 2                 | 1                 |
| Einzelbewerber Jürgens           | n.k.              | 1                 |

### Dienstsiegel
Die Gemeinde verfügt über kein amtlich genehmigtes Hoheitszeichen, weder Wappen noch Flagge. Als Dienstsiegel wird das kleine Landessiegel mit dem Wappenbild des Landesteils Vorpommern geführt. Es zeigt einen aufgerichteten Greifen mit aufgeworfenem Schweif und der Umschrift „GEMEINDE POLZOW * LANDKREIS VORPOMMERN-GREIFSWALD“.

## Sehenswürdigkeiten
- im 16. Jahrhundert aus Feldsteinen errichtete Dorfkirche Polzow
- 1850 im spätklassizistischen Stil erbaute Dorfkirche Roggow

→ Siehe auch: Liste der Baudenkmale in Polzow

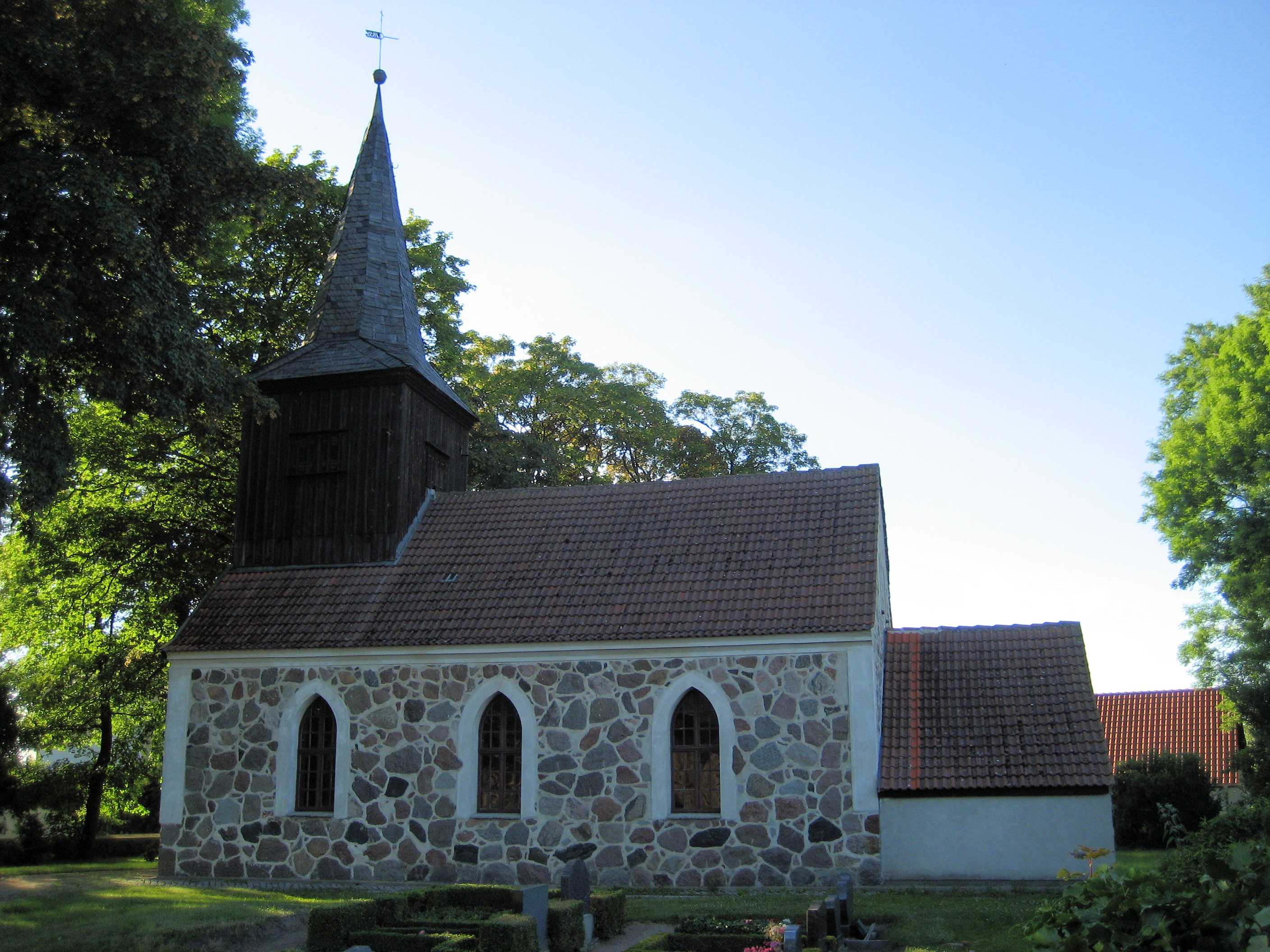
Dorfkirche Polzow
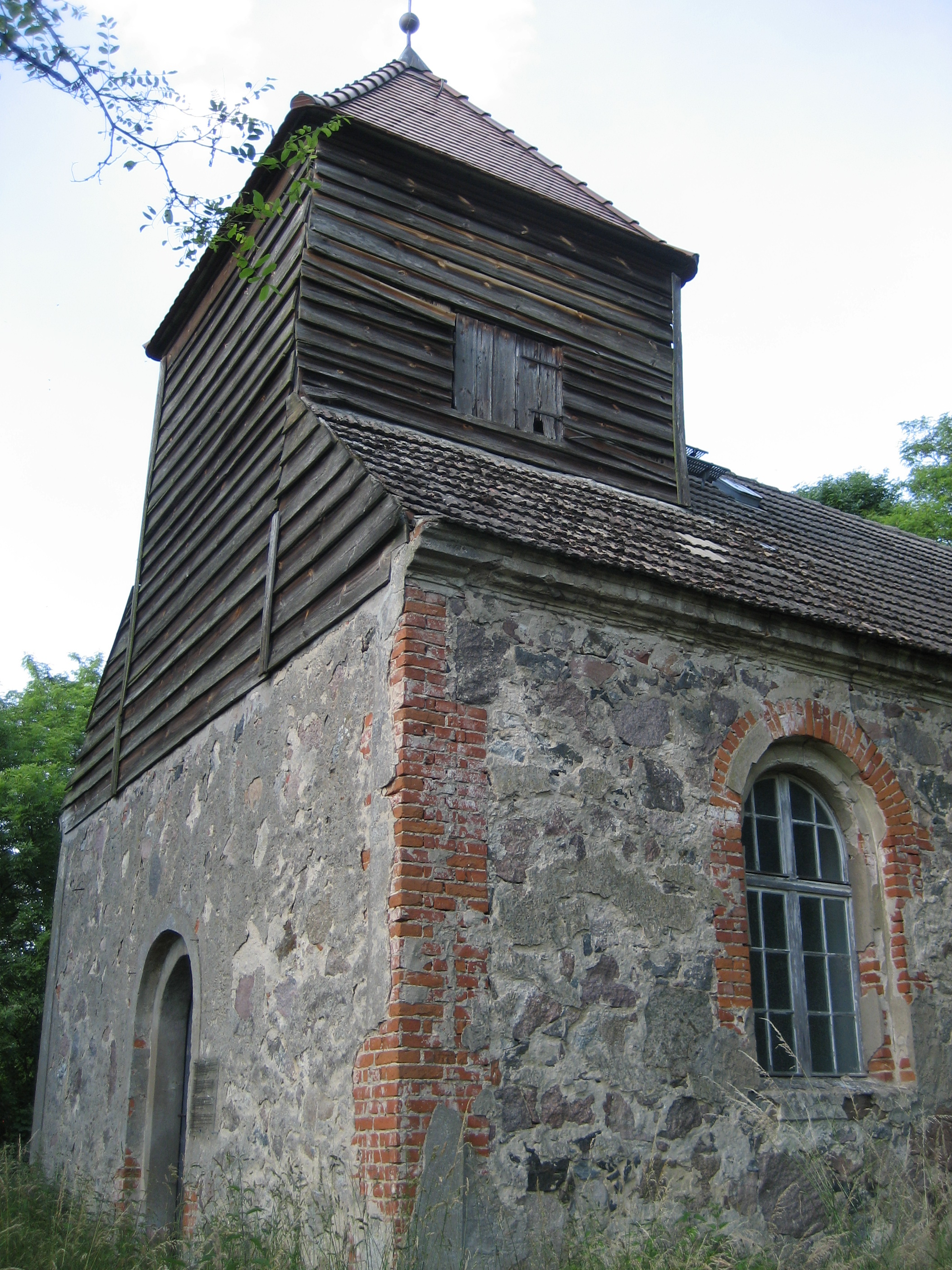
Dorfkirche Roggow

## Persönlichkeiten
- Irma Harder, geb. Lankow (1915–2008), deutsche Schriftstellerin

## Verkehrsanbindung
Die Bundesstraße 104 führt von Lübeck über Schwerin, Neubrandenburg und Pasewalk unter anderem auch durch Polzow und weiter über den Grenzübergang Linken nach Stettin (Szczecin) in Polen. Die nächsten Bahnhöfe befinden sich in Pasewalk und in der Nachbargemeinde Zerrenthin mit Anschluss an die Bahnstrecke Stralsund–Berlin und die Bahnstrecke Bützow–Szczecin.